# غرانفيل (ماساتشوستس)
غرانفيل (بالإنجليزية: Granville, Massachusetts)‏ هي بلدة أمريكية تقع في الولايات المتحدة في مقاطعة هامبدن (ماساتشوستس). يقدر عدد سكانها بـ 1,521 نسمة ومساحتها 111.3 كم2 وترتفع عن سطح البحر 209 متر.

## معرض صور

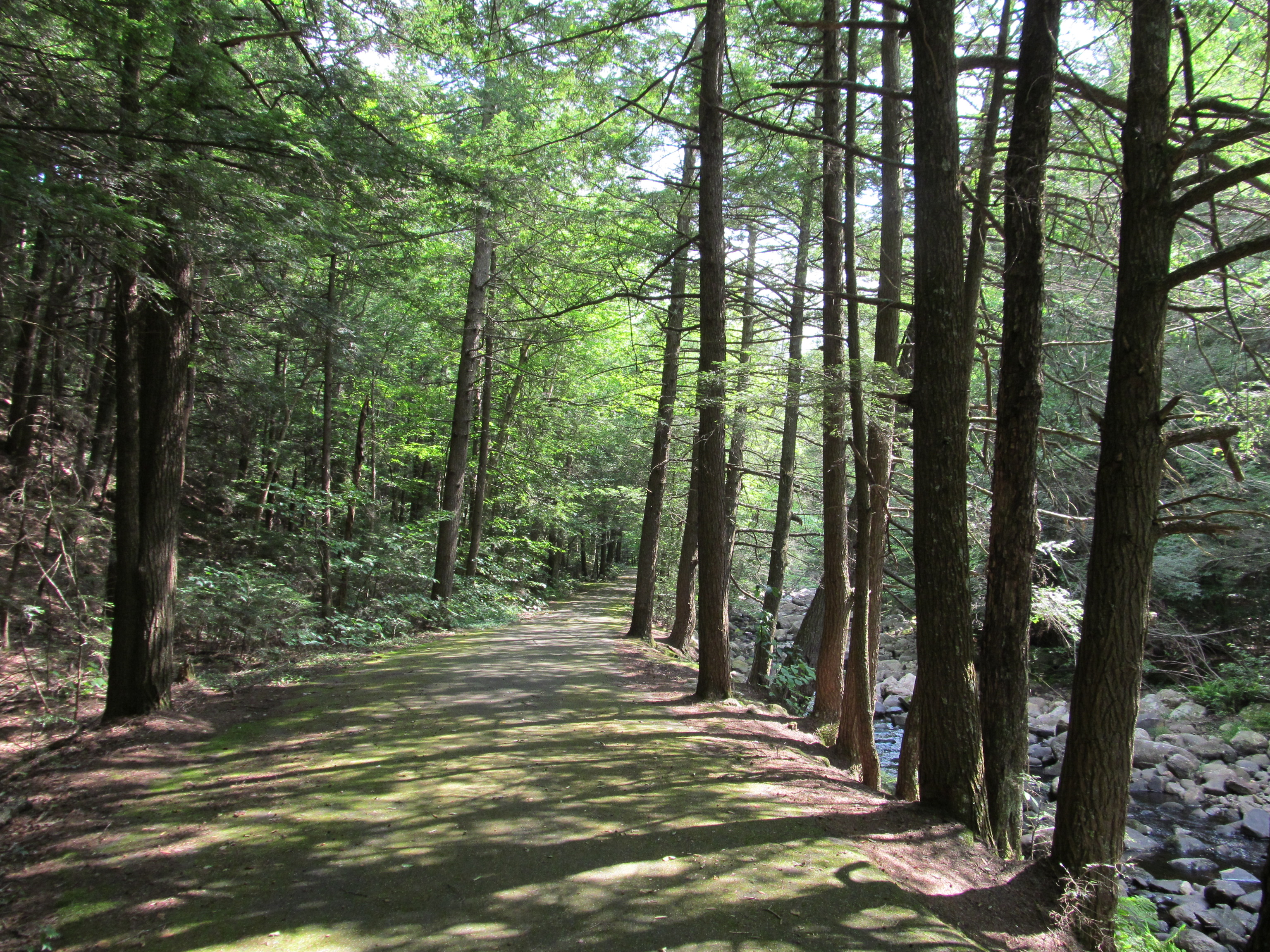
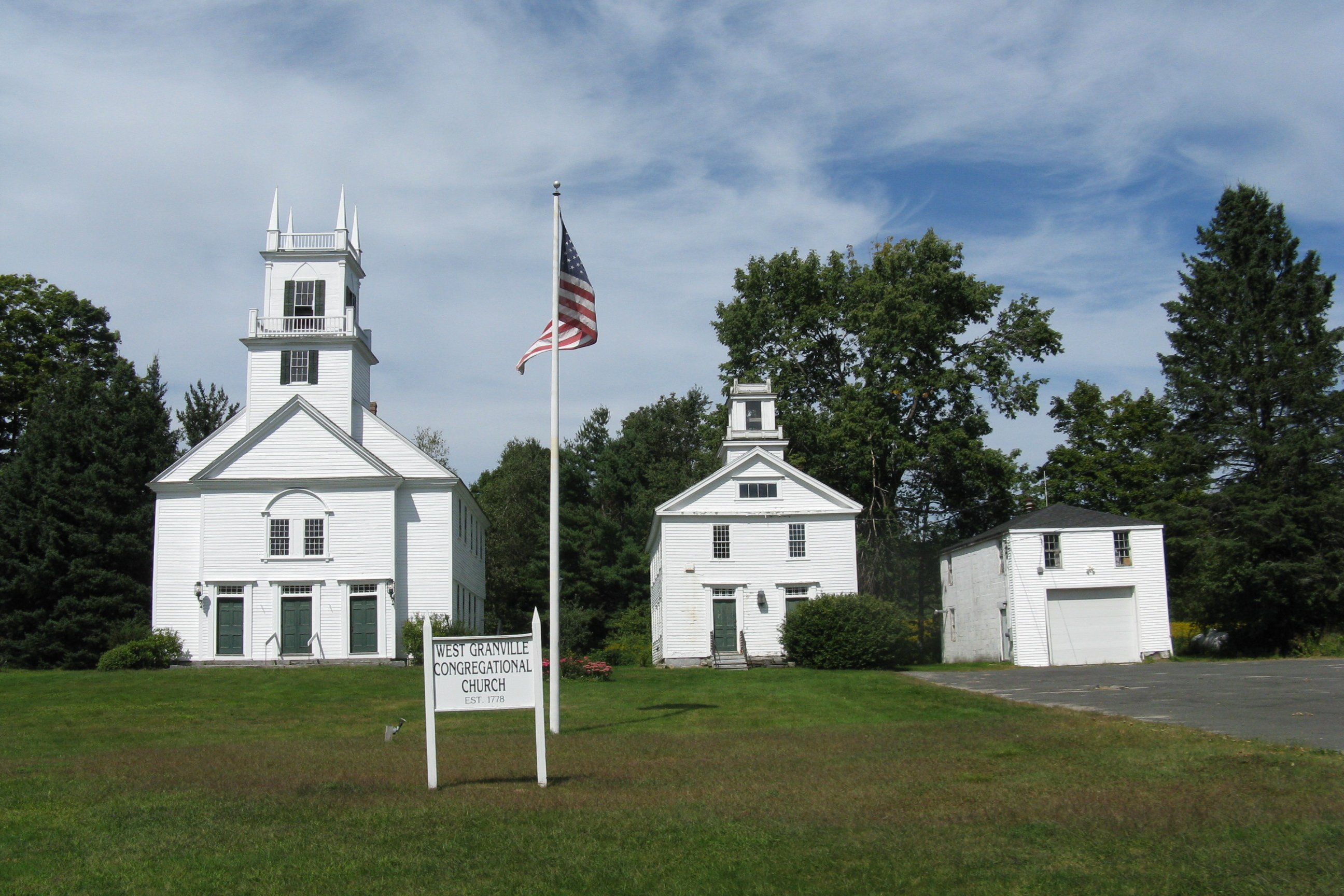
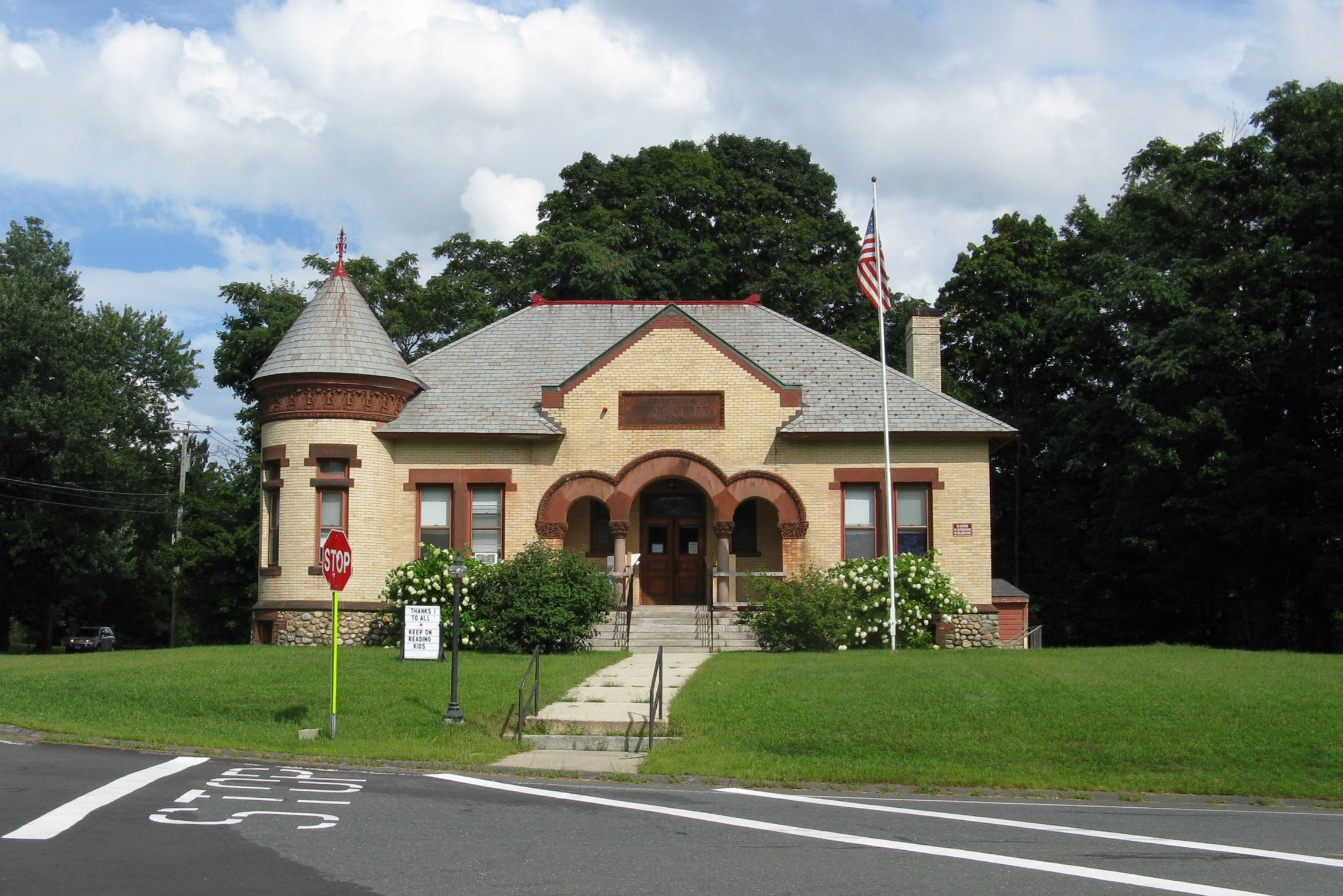
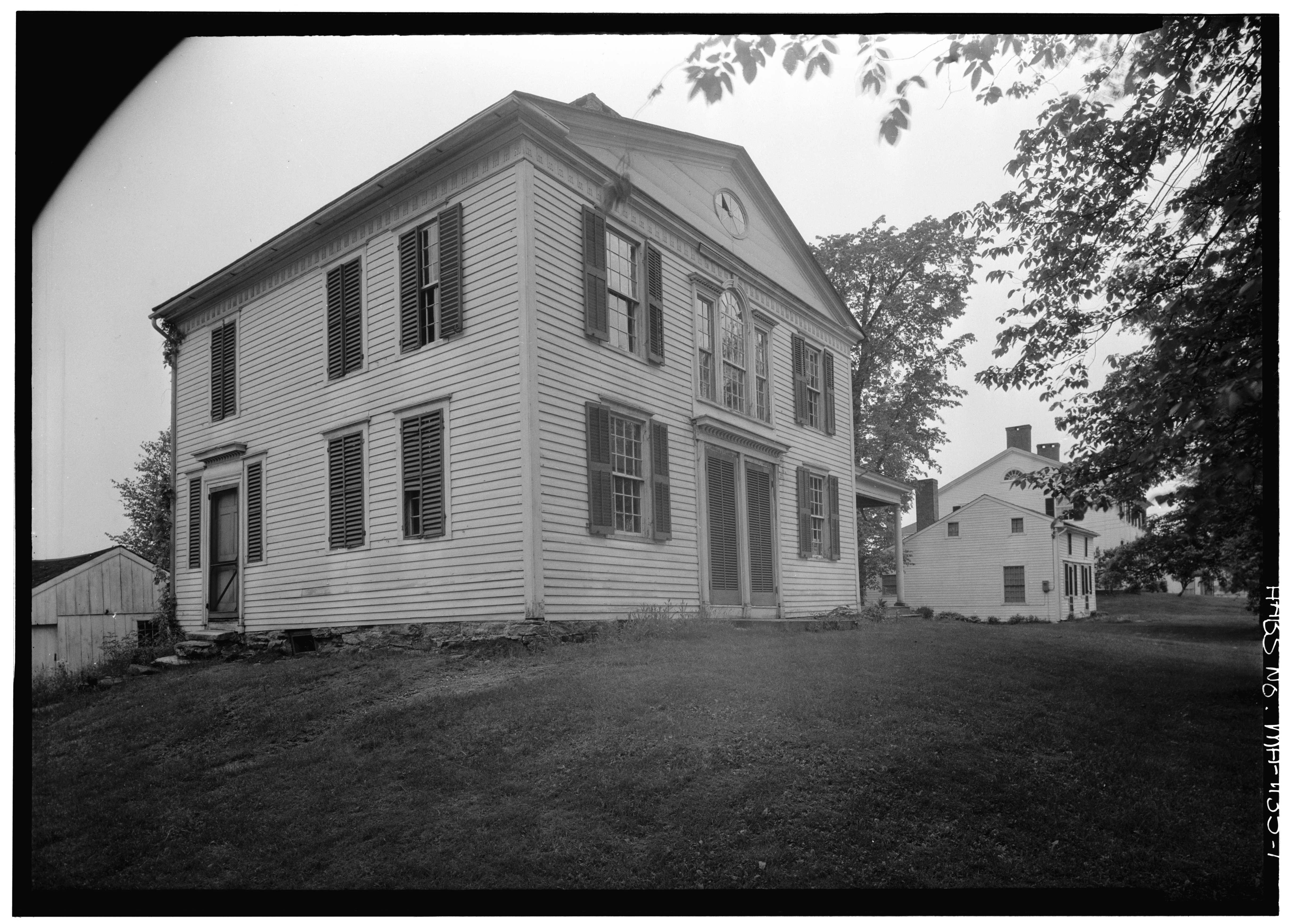